# 3947 Swedenborg
3947 Swedenborg este un asteroid din centura principală, descoperit pe 1 decembrie 1983 de Edward Bowell.